# Hrabišín
Hrabišín (en allemand : Rabersdorf) est une commune du district de Šumperk, dans la région d'Olomouc, en République tchèque. Sa population s'élevait à 849 habitants en 2023.

## Géographie
Hrabišín se trouve à 9 km au sud-est de Šumperk, à 39 km au nord-ouest d'Olomouc, à 89 km à l'ouest d'Ostrava et à 187 km à l'est de Prague.
La commune est limitée par Dolní Studénky au nord-ouest, par Nový Malín au nord et à l'est, par Libina au sud-est, par Dlouhomilov au sud-ouest et à l'ouest.

## Histoire
La première mention écrite de la localité date de 1352.

## Galerie

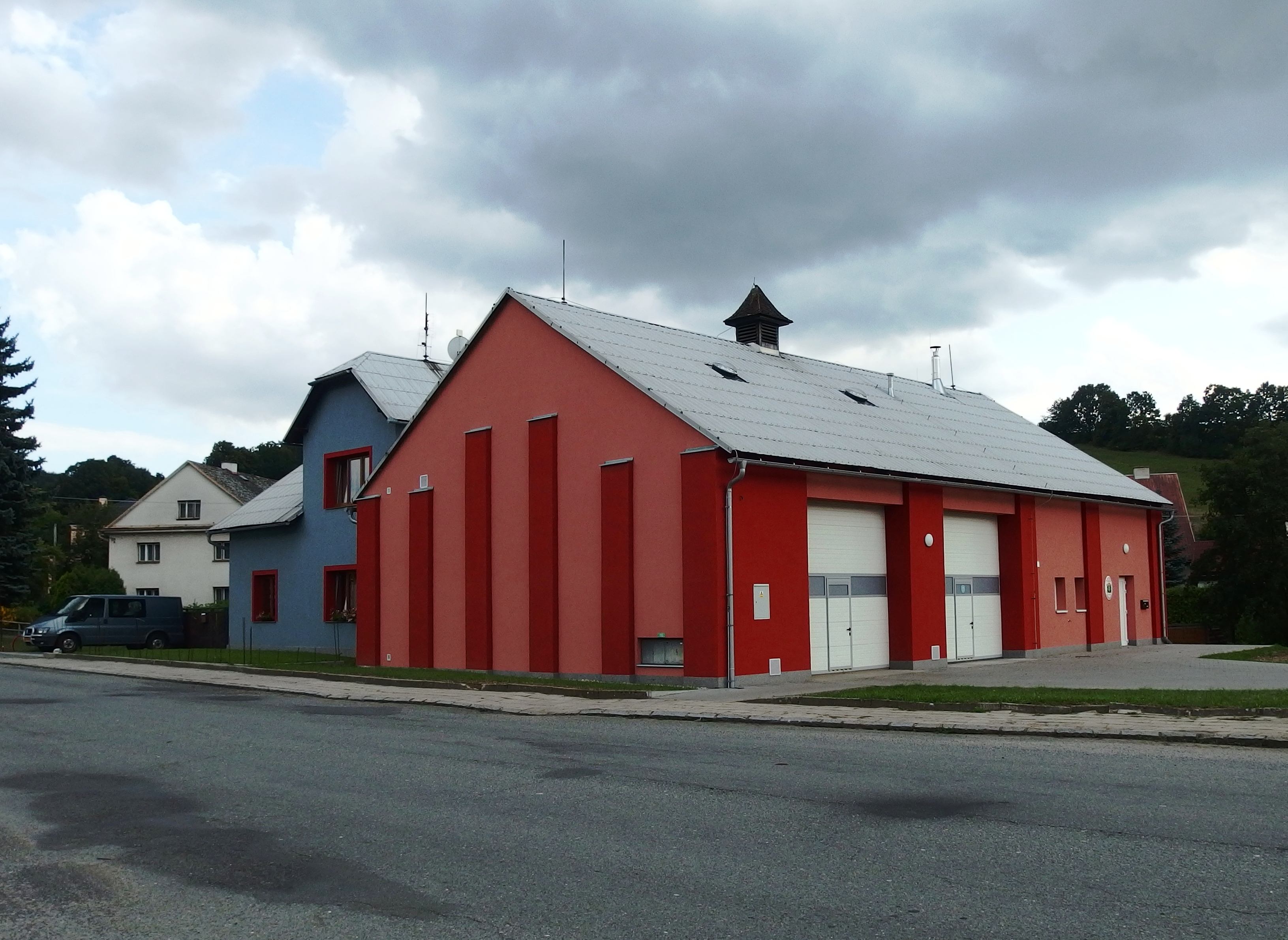
Caserne de pompiers.
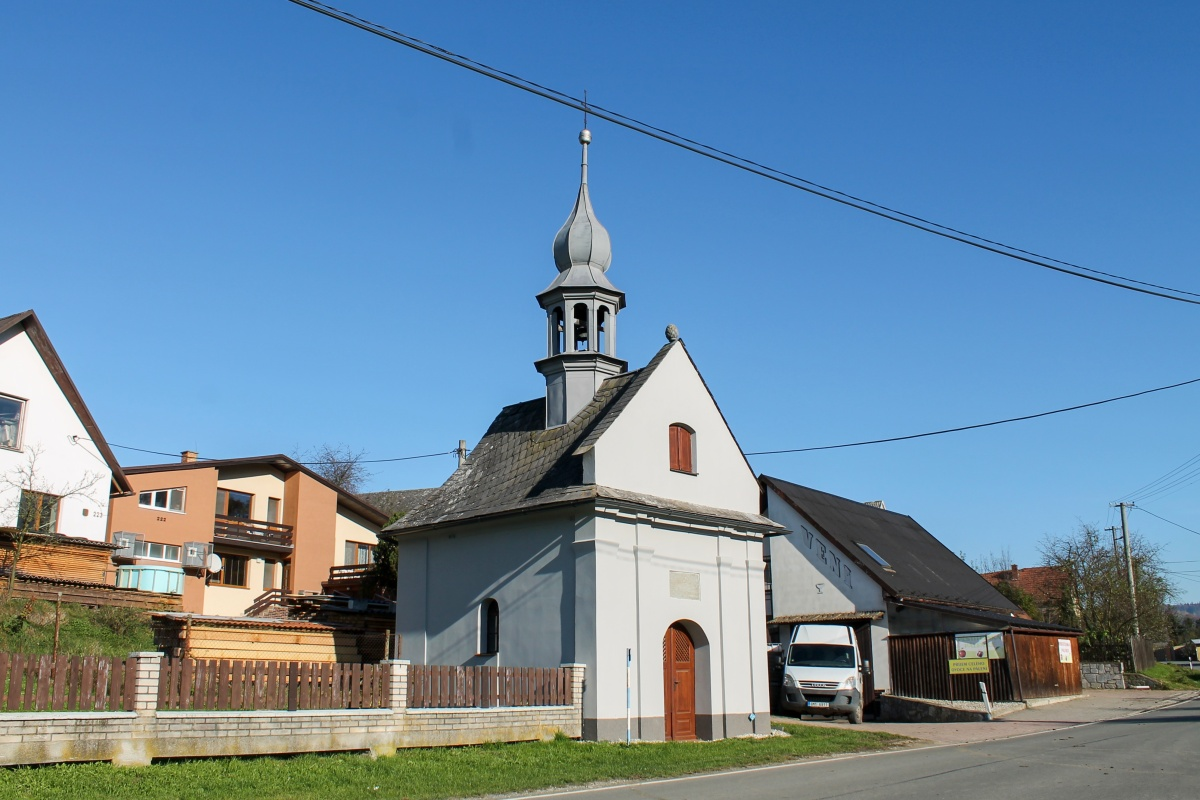
Chapelle à Hrabišíně.

## Transports
Par la route, Hrabišín se trouve à 8,5 km de Šumperk, à 56 km d'Olomouc et à 242 km de Prague.